# Roederiodes
Roederiodes is een geslacht van insecten uit de familie van de dansvliegen (Empididae), die tot de orde tweevleugeligen (Diptera) behoort.

## Soorten
- R. distincta Chillcott, 1961
- R. gerecki Wagner & Horvat, 1993
- R. juncta Coquillett, 1901
- R. longirostris Frey, 1940
- R. macedonicus Wagner & Horvat, 1993
- R. malickyi Wagner, 1981
- R. montenegrinus Wagner & Horvat, 1993
- R. recurvata Chillcott, 1961
- R. siveci Wagner & Horvat, 1993
- R. vockerothi Chillcott, 1961
- R. wirthi Chillcott, 1961